# Реда-Виденбрик
Реда-Виденбрик (њем. Rheda-Wiedenbrück) град је у њемачкој савезној држави Северна Рајна-Вестфалија. Једно је од 11 општинских средишта округа Гитерсло. Према процјени из 2010. у граду је живјело 46.951 становника. Посједује регионалну шифру (AGS) 5754028, NUTS (DEA42) и LOCODE (DE RHW) код.

## Географски и демографски подаци
Реда-Виденбрик се налази у савезној држави Северна Рајна-Вестфалија у округу Гитерсло. Град се налази на надморској висини од 72 метра. Површина општине износи 86,7 km². У самом граду је, према процјени из 2010. године, живјело 46.951 становника. Просјечна густина становништва износи 542 становника/km².

## Међународна сарадња
| Мјесто   | Држава    | Врста сарадње | Од    |
| -------- | --------- | ------------- | ----- |
| Олдензал | Холандија | партнерство   | 1976. |
| Палмос   | Шпанија   | партнерство   | 1995. |
| Извор    |           |               |       |